# Ronnie Hellström
Ronnie Carl Hellström (Malmö, 21 febbraio 1949 – 6 febbraio 2022) è stato un calciatore svedese, di ruolo portiere.

## Biografia
Suo padre Rolf fu il portiere del Sofielunds IF, una squadra con sede a Malmö militante nelle serie dilettantistiche. Suo figlio Erland arrivò invece alla massima serie svedese, difendendo anch'egli la porta dell'Hammarby.
Ronnie Hellström morì il 6 febbraio 2022 a 72 anni a causa di un cancro all'esofago.

## Carriera

### Club
Trasferitosi con la famiglia da Malmö a Stoccolma all'età di 13 anni, entrò nel settore giovanile dell'Hammarby. L'11 maggio 1966 debuttò in prima squadra all'età di 17 anni: essa fu la sua unica presenza stagionale, in un'annata che però vide i biancoverdi centrare la promozione in Allsvenskan. Nel 1967 divenne portiere titolare e venne premiato dalla rivista Idrottsbladet come miglior portiere del campionato, nonostante la retrocessione della sua squadra. Hellström e l'Hammarby disputarono così altre due stagioni in seconda serie, prima di tornare a disputare l'Allsvenskan nel 1970. Nel 1971 egli fu il vincitore del Guldbollen di quell'anno, premio assegnato al miglior giocatore svedese di ogni stagione.
Nel 1974 si trasferì in Germania al Kaiserslautern. Quattro anni più tardi, oltre a vincere il suo secondo Guldbollen, si piazzò al sesto posto nella classifica del Pallone d'oro 1978. Con il club tedesco militò per dieci stagioni, durante le quali la squadra disputò le finali di Coppa di Germania nel 1975-1976 e 1980-1981, perse rispettivamente contro Amburgo e Eintracht Francoforte. Oltre a ciò, la squadra terminò il girone di andata della Bundesliga 1978-1979 al primo posto (chiudendo poi terza), e raggiunse inoltre le semifinali di Coppa UEFA 1981-1982 in cui il Kaiserslautern venne eliminato ai supplementari dagli svedesi dell'IFK Göteborg. Con 266 presenze in Bundesliga, Hellström divenne il portiere straniero con il maggior numero di partite nella storia della competizione. Decise di ritirarsi nel 1984.

### Nazionale
Il 1º agosto 1968 a Göteborg, Hellström debuttò con la nazionale svedese in occasione dell'incontro amichevole contro l'Unione Sovietica, terminato con il risultato di 2-2. Ai Campionati del mondo di Messico 1970 giocò solo la partita contro l'Italia, che la Svezia perse 1-0 con un gol causato proprio da una sua incertezza, e che costò l'eliminazione dal girone finale.
Il 1º giugno 1978, durante i Mondiali di Argentina, si sparse la voce che fosse l'unico tra tutti i calciatori presenti alla competizione ad aver preso parte alla manifestazione delle Madri di Plaza de Mayo davanti alla Casa Rosada. Tuttavia nel 2008 lo stesso Hellström ammise che la cosa non era vera. Dopo il ritiro, avvenuto nel 1984, ha svolto l'attività di allenatore dei portieri delle squadre svedesi dell'Hammarby e del Malmö FF.

## Palmarès

### Club

#### Competizioni internazionali
- Coppa Piano Karl Rappan: 1

Kaiserslautern: 1975

### Individuale
- Guldbollen: 2

1971, 1978